# Robert Adam
Robert Adam (Kirkcaldy, Fife, Escócia, 3 de julho de 1728 — Londres, 3 de março de 1792) foi um arquiteto, decorador e projetista de mobiliário do Reino Unido. É considerado por muitos como o maior arquiteto da segunda metade do século XVIII, o líder da retomada do estilo neoclássico por volta de 1760.  William Chambers era o arquiteto oficial do governo britânico naquela época, mas Adam recebeu muitas encomendas importantes de clientes particulares e tinha mais influência no estilo da época.

## Biografia
Robert Adam era o segundo filho de Willian Adam, um maçom e arquiteto de algum destaque na Escócia. Três irmãos também seguiram a carreira de arquiteto, destacando-se James Adam, mas todos ficaram sempre na sombra de Robert.
Estudou na Universidade de Edimburgo e logo começou a assessorar o pai, e após a morte deste, continuou nos negócios junto aos irmãos. Sua primeira grande obra foi a decoração de   Hopetoun House . Em 1754 partiu numa viagem pela Europa, principalmente França e Itália, onde estudou com Charles Lois Clérisseau e Giovanni Battista Piranesi. Dedicou algum tempo ao estudo das ruínas do palácio de Diocleciano em Split, tendo publicado um livro sobre isso em 1764. Retornou ao Reino Unido em 1758, estabelecendo-se em Londres, com os irmãos, como decorador e desenhista de mobílias para residências particulares. O estilo de Palladio era então popular e Robert projetou várias casas nesse estilo, mas incorporando elementos clássicos  romanos, gregos, bizantinos e barrocos. O sucesso dos irmãos Adams pode também  ser atribuído a seu costume  de desenhar tudo nos mínimos detalhes, conseguindo um senso de unidade em seus projetos.
Robert Adam foi eleito membro da  Royal Society of Arts em 1758. Foi também eleito membro do Parlamento. Morreu com 64 anos, após uma hemorragia estomacal. Foi sepultado na Abadia de  Westminster. Deixou perto de nove mil desenhos que se encontram hoje no museu Soane em Londres.

## Estilo

### Neoclássico
Em 1754, Adam embarcou em uma Grand Tour, passando cinco anos na França e na Itália, visitando locais clássicos e estudando arquitetura com o desenhista francês Charles-Louis Clérisseau e o artista italiano Giovanni Battista Piranesi. Em seu retorno, estabeleceu sua própria prática em Londres com seu irmão James, e embora a arquitetura clássica já estivesse se tornando popular, Adam desenvolveu um estilo distinto e altamente individual que foi aplicado a todos os elementos da decoração de interiores, desde tetos, paredes e pisos até móveis, prata e cerâmica.
O "Adam Style", como ficou conhecido, foi enormemente popular e teve uma influência duradoura na arquitetura britânica e no design de interiores.
Cartas de Adam enquanto estava na Itália em 1757 mostram que ele decidiu se tornar o arquiteto mais proeminente da Grã-Bretanha. Esta era uma aspiração normal para um jovem arquiteto britânico no Grand Tour, mas Adam era incomum em querer trazer o que ele chamou de "um verdadeiro estilo grande e simples". Em seu retorno à Grã-Bretanha em 1758, Adam foi convidado para o Kedleston Hall, tendo impressionado seu proprietário, Lord Scarsdale, com seus desenhos italianos. Era aqui que Scarsdale estava mandando construir uma casa e James Stuart, outro pioneiro do neoclassicismo, estava trabalhando nos interiores. Adam foi capaz de fazer com que Stuart fosse demitido do projeto, atacando seus designs neoclássicos como "tão excessivamente e ridiculamente ruins que perdiam qualquer descrição", e continuou a completar a casa ele mesmo. As origens escocesas de Adam também desempenharam um papel crucial em ajudá-lo a ser nomeado por muitos clientes de prestígio. Lord Bute, um colega escocês e ministro do Rei Jorge III, ajudou Adam a ser nomeado arquiteto real, juntamente com William Chambers.

### Adam Style
A própria teoria do design de Adam baseava-se no princípio do 'movimento' - a ascensão e queda, e o avanço e recessão das formas. A essência do estilo de Adam está no uso de ornamentos. Em 1812, o arquiteto inglês Sir John Soane se refere ao estilo Adam como "... leve e extravagante ... Esse gosto logo se generalizou; tudo era adamítico".
Outro elemento crucial foi sua insistência em uma coerência estilística em todos os elementos de seus interiores. A ideia de design coordenado se espalhou na Grã-Bretanha - encorajada pela relativa facilidade com que ornamentos neoclássicos repetitivos e regulares podiam ser produzidos em padrões planos ou em baixo relevo que poderiam ser facilmente encaixados em diferentes combinações.
A pródiga publicação dos irmãos Adam, Works in Architecture, publicada em partes a partir de 1773, desempenhou um papel significativo na disseminação de seu estilo e incluiu ilustrações encorajando a ideia do interior total. Seu texto caracteristicamente arrogante, que creditava aos irmãos Adam a mudança completa no gosto nacional, estabeleceu sua reputação para o futuro. Nele, eles afirmam que os exemplos greco-romanos devem "servir como modelos que devemos imitar e como padrões pelos quais devemos julgar".
A versão do Neoclássico de Adam deu início a uma revolução no estilo. Seu sistema decorativo distinto usava uma gama limitada de ornamentos, brilhantemente destilada de fontes antigas e renascentistas, principalmente pinturas de parede e decoração de quartos. No início da década de 1760, Adam desenvolveu uma forma de decoração de interior que procurava sugerir os quartos dos antigos, mas adaptada aos usos modernos. Tetos e paredes, e muitas vezes pisos, eram cobertos com áreas contínuas de ornamentos em pequena escala, o que minimizava a definição arquitetônica.
O estilo Adam foi marcado por uma nova leveza e liberdade no uso dos elementos clássicos da arquitetura - uma nova combinação de muitos elementos arquitetônicos. No prédio da Royal Society of Arts (1772-74), por exemplo, Adam colocou capitéis iônicos abaixo de um friso tríglifo dórico, uma liberdade que um Palladiano jamais ousaria tomar. A genialidade de Adam reside em sua síntese dessas várias linhas de desenvolvimento. O estilo Adam era essencialmente um estilo decorativo, e é como designer de interiores que Adam é principalmente lembrado. Ele deu atenção meticulosa a cada parte de cada cômodo, desde os tapetes até a decoração mais discreta.
No início da década de 1760, ele tinha muitas encomendas domésticas, quase sem exceção, consistiam na conclusão ou redecoração de casas anteriores. Era irônico que, apesar de sua fama e habilidade, Adam raramente fosse chamado para construir casas completamente novas, nem realizar suas ideias grandiosas para edifícios públicos até o fim de sua vida. Em 1762 ele foi contratado para redesenhar o interior de Syon House. Adam produziu um plano importante que propunha preencher um antigo pátio central com um vasto salão em forma de panteão e abobadado porem não foi executado, entretanto. Robert Adam projetou e construiu vários castelos neo-góticos românticos, a maioria datando da década de 1780, na Escócia . O mais importante deles Culzean (1777-92), Ayrshire, para os condes de Cassilis. Outra obra neogótica é o interior do Castelo de Alnwick (c. 1770-80; destruído no século 19), Northumberland. Era típico do Adam combinar detalhes decorativos neogóticos com a estrutura clássica. Os chamados motivos 

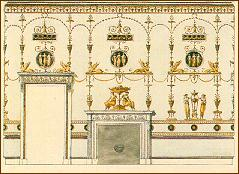
O projeto de Robert Adam para o camarim etrusco, Osterley Park (1773-74) os ornamentos pintados nas paredes e tetos são obra de Pietro Maria Borgnis, trabalhando para Adam.

de design "egípcio" e "etrusco" eram características secundárias.
O Adam Style é identificado com:
- Motivos decorativos romanos clássicos, como medalhões emoldurados, vasos, urnas e tripés, arabescos de videira, esfinges, grifos e ninfas dançantes;
- Painéis planos grotescos;
- Pilastras;
- Ornamentos pintados, como grinaldas e fitas;
- Esquemas complexos de cores pastel.

O Adam Style foi substituído por volta de 1795 em diante pelo estilo mais simples da Regência na Grã-Bretanha; e o estilo do Império Francês na França e na Rússia, que era um estilo arqueológico mais imperial e autoconsciente, conectado com o Primeiro Império Francês.

### O estilo Adam na Arquitetura Americana
O estilo Adam na América "refinou as proporções da casa georgiana e emprestou motivos ornamentais como urna, guirlanda e festão das casas de campo romanas recentemente escavadas em Pompéia ...".
O efeito geral dos edifícios de estilo Adam, com seu equilíbrio e simetria, era muito mais leve, com detalhes e decorações delicados e bonitos. O uso de gesso para tetos, ornamentos como cornijas e até lareiras contribuíram para a sensação de luz. Foram utilizadas cores pastel e branco e o papel de parede era frequentemente aplicado em vez de painéis de madeira. Tudo foi reduzido na tentativa de eliminar qualquer sensação de peso, "A ferragem se torna um elemento importante no projeto arquitetônico agora que as tarefas exigem corrimãos de varanda e escada tão finos que não são práticos em madeira."
Embora não houvesse uma planta baixa típica de Adam, os quartos assumiam uma variedade de formas, sendo as formas ovais e elípticas, típicas. As escadas foram movidas de suas posições normais e curvadas de fim de formar elipses simétricas. As partes externas dos edifícios do estilo Adam também foram transformadas e frequentemente, a forma era mais horizontal. Os telhados possuem inclinações muito baixas e ficam escondidos atrás de balaustradas. A escala dos edifícios era muito menos massiva; as chaminés não eram tão ousadas. As portas podem ter sido cobertas por lanternas semielípticas e ladeadas por luzes laterais.
Essas características da arquitetura do estilo Adam foram incluídas nos projetos dos arquitetos americanos da época. Acompanhando esse novo estilo nos Estados Unidos, estiveram duas mudanças importantes na maneira como a arquitetura americana era executada. Livros de arquitetura, como The American Builder's Companion, de Asher Benjamin ,mostrou em detalhes precisos como realizar o estilo. Entre as placas desse livro está uma para o "Plano e elevação para uma casa geminada", na qual vários traços do estilo de Adam são visíveis. Neste plano, Benjamin inclui o telhado de quatro águas baixo com balaustrada, uma escada em curva e as janelas mais altas, todos típicos do estilo. Em outro plano para duas portas, ele desenha a guirlanda e a lanterna semi elíptica. E em um terceiro plano, as proporções exatas da janela do estilo Adam são desenhadas para que qualquer arquiteto possa padronizar seu próprio projeto no estilo Adam.

## Principais projetos
- The Adelphi, Londres;
- Alnwick Castle, Northumberland;
- Apsley House, Londres (1778);
- Ballochmyle House, Ayrshire;

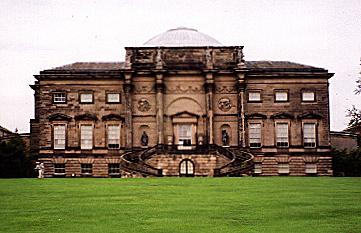
Kedleston Hall, fachada sul, residência no estilo de Palladio mas com fachada inspirada no Arco de Constantino, em Roma.

- Bowood House, perto de  Calne, Wiltshire;
- Charlotte Square Edimburgo (1791);
- Culzean Castle, Ayrshire (1772-1790);
- Edinburgh University Old College;
- Gosford House, East Lothian (1790–1800);
- Harewood House, West Yorkshire;
- Kedleston Hall, próximo a  Derby (1759-1765);
- Kenwood House, Hampstead, Londres (1768);
- Lansdowne House, Berkeley Square, Londres
- Luton Hoo, Bedfordshire (1766-1770);
- Marlborough House, Brighton (1786);
- Mellerstain House, Kelso, Scottish Borders (1760-1768);
- Mistley Towers;
- Northumberland House, Londres (1770s);
- Nostell Priory;
- Osterley Park, Londres (1761-1780);
- Paxton House, Berwick-upon-Tweed (1758);
- Portland Place, Londres (1773);
- Ponte Pulteney, Bath (1773);
- Register House, Edinburgo (1774-1789);
- Saltram House, Plymouth, Devon;
- Shardeloes, Amersham, Buckinghamshire;
- Syon House interior, Brentford (1762-1769);
- Wedderburn Castle, Duns, Berwickshire (1770-1778).